# Saint-Clément-sur-Valsonne
Saint-Clément-sur-Valsonne és un municipi francès situat al departament del Roine i a la regió d'Alvèrnia-Roine-Alps. L'any 2007 tenia 682 habitants.

## Demografia

### Població
El 2007 la població de fet de Saint-Clément-sur-Valsonne era de 682 persones. Hi havia 232 famílies de les quals 46 eren unipersonals (21 homes vivint sols i 25 dones vivint soles), 76 parelles sense fills, 80 parelles amb fills i 30 famílies monoparentals amb fills.
La població ha evolucionat segons el següent gràfic:
Habitants censats

### Habitatges
El 2007 hi havia 320 habitatges, 238 eren l'habitatge principal de la família, 55 eren segones residències i 26 estaven desocupats. 292 eren cases i 27 eren apartaments. Dels 238 habitatges principals, 179 estaven ocupats pels seus propietaris, 55 estaven llogats i ocupats pels llogaters i 4 estaven cedits a títol gratuït; 13 tenien dues cambres, 50 en tenien tres, 69 en tenien quatre i 107 en tenien cinc o més. 170 habitatges disposaven pel capbaix d'una plaça de pàrquing. A 94 habitatges hi havia un automòbil i a 131 n'hi havia dos o més.

### Piràmide de població
La piràmide de població per edats i sexe el 2009 era:
| Homes | Edats   | Dones |
| ----- | ------- | ----- |
| 0     | 95 o +  | 12    |
| 0     | 90 a 94 | 0     |
| 0     | 85 a 89 | 12    |
| 4     | 80 a 84 | 8     |
| 16    | 75 a 79 | 16    |
| 4     | 70 a 74 | 32    |
| 4     | 65 a 69 | 8     |
| 28    | 60 a 64 | 20    |
| 12    | 55 a 59 | 12    |
| 12    | 50 a 54 | 12    |
| 8     | 45 a 49 | 16    |
| 12    | 40 a 44 | 8     |
| 24    | 35 a 39 | 28    |
| 40    | 30 a 34 | 40    |
| 12    | 25 a 29 | 4     |
| 4     | 20 a 24 | 4     |
| 8     | 15 a 19 | 20    |
| 16    | 10 a 14 | 16    |
| 8     | 5 a 9   | 32    |
| 4     | 0 a 4   | 20    |

## Economia
El 2007 la població en edat de treballar era de 383 persones, 300 eren actives i 83 eren inactives. De les 300 persones actives 276 estaven ocupades (151 homes i 125 dones) i 23 estaven aturades (6 homes i 17 dones). De les 83 persones inactives 23 estaven jubilades, 24 estaven estudiant i 36 estaven classificades com a «altres inactius».

### Ingressos
El 2009 a Saint-Clément-sur-Valsonne hi havia 257 unitats fiscals que integraven 709 persones, la mediana anual d'ingressos fiscals per persona era de 17.465 €.

### Activitats econòmiques
Dels 29 establiments que hi havia el 2007, 1 era d'una empresa alimentària, 5 d'empreses de fabricació d'altres productes industrials, 6 d'empreses de construcció, 7 d'empreses de comerç i reparació d'automòbils, 4 d'empreses de transport, 4 d'empreses d'hostatgeria i restauració, 1 d'una empresa de serveis i 1 d'una entitat de l'administració pública.
Dels 9 establiments de servei als particulars que hi havia el 2009, 1 era un taller de reparació d'automòbils i de material agrícola, 1 paleta, 4 fusteries, 1 electricista i 2 restaurants.
L'any 2000 a Saint-Clément-sur-Valsonne hi havia 15 explotacions agrícoles que ocupaven un total de 492 hectàrees.

## Equipaments sanitaris i escolars
El 2009 hi havia una escola elemental.

## Poblacions més properes
El següent diagrama mostra les poblacions més properes.